# Gårdhån
Gårdhån är en sjö i Malung-Sälens kommun i Dalarna och ingår i Dalälvens huvudavrinningsområde. Sjön har en area på 0,148 kvadratkilometer och ligger 428,3 meter över havet. Sjön avvattnas av vattendraget Sångan (Tvärån).

## Delavrinningsområde
Gårdhån ingår i det delavrinningsområde (673043-137062) som SMHI kallar för Inloppet i Lisshån. Medelhöjden är 468 meter över havet och ytan är 7,57 kvadratkilometer. Räknas de 5 avrinningsområdena uppströms in blir den ackumulerade arean 34,33 kvadratkilometer. Sångan (Tvärån) som avvattnar avrinningsområdet har biflödesordning 4, vilket innebär att vattnet flödar genom totalt 4 vattendrag innan det når havet efter 408 kilometer. Avrinningsområdet består mestadels av skog (82 procent) och sankmarker (16 procent). Avrinningsområdet har 0,15 kvadratkilometer vattenytor vilket ger det en sjöprocent på 1,9 procent.